# Aéroport de Séville
L'aéroport de Séville (en espagnol : Aeropuerto de Sevilla), également connu comme aéroport de Séville-San Pablo (code IATA : SVQ • code OACI : LEZL) est un aéroport international situé dans la ville espagnole de Séville en Andalousie. Il est la propriété de l'État, qui le gère à travers l'organisme public Aena. Situé à huit kilomètres au nord-est de la ville, il a été entièrement réaménagé et agrandi en 1992, en prévision de l'Exposition universelle. 
L'aéroport se trouve à 68 kilomètres de la Costa de la Luz. Avec 7,5 millions de passagers en 2019, il est le 10e aéroport espagnol et le 6e sans compter ceux des îles.

## Histoire
L'histoire de l'aéronautique à Séville commence en 1910, avec la tenue d'un festival aérien sur le modeste aérodrome de Tablada. C'est sur ce dernier qu'un an plus tard atterrit le premier avion volant entre le Maroc et la péninsule Ibérique. À la suite de cet événement, la mairie de Séville cède un terrain de 240 000 m² au service aéronautique de l'armée, pour la construction d'un aérodrome. Les travaux commencent en 1915 et s'achèvent rapidement, puisque cette même année débute la formation de pilotes et d'observateurs.
Les premiers vols commerciaux ont lieu en 1919 : ils relient Séville et Madrid. En 1920 est créée une ligne postale entre Séville et Larache au Maroc, tandis qu'en 1921, ces deux villes sont reliées par une ligne commerciale. L'aérodrome inaugure de nouvelles installations en 1923 : ateliers, hangars. Simultanément, est approuvée la construction d'un aéroport municipal à Tablada, à l'extrémité de l'aérodrome militaire.
En 1927, la compagnie Unión Aérea Española instaure la ligne Madrid-Séville-Lisbonne. En février 1929 est adopté le projet d'aéroport de Séville. En mars, l'aérodrome de Tablada est ouvert à la navigation et au trafic aériens, dont l'activité doit cesser à l'entrée en service de l'aéroport sévillan.
La ligne Madrid-Séville est prolongée jusqu'aux îles Canaries en 1930 : une ligne Séville-Canaries sera mise en place en 1933 par la compagnie LAPE. Une année plus tard, la ligne Berlin-Barcelone est prolongée jusqu'à la capitale andalouse.
Durant la Guerre civile, Séville est le point de débarquement des troupes africaines, tandis qu'Iberia prête son concours au transport des troupes au moyen des lignes Tétouan-Séville-Vitoria, Séville-Salamanque et Séville-Larache-Las Palmas
En septembre 1945, les travaux de l'aéroport transatlantique de Séville commencent avec la construction des pistes 05-23, 02-20 et 09-27. Il sera situé à proximité de l'ancienne aérogare des dirigeables Zeppelin, abandonnée après la guerre civile. L'ancien aéroport de Tablada est d'usage militaire et continue d'être utilisé jusqu'en 1990. Au cours des années suivantes, ses pistes seront améliorées et réaménagées.
Le terminal est bâti en 1957, tout comme la tour de contrôle. L'aéroport de Séville est intégré à l'accord hispano-américain pour devenir une base d'approvisionnement et perd de ce fait l'usage d'une de ses pistes. Un ILS est installé en 1965. Entre 1971 et 1975, la zone commerciale est réaménagée : les parkings sont agrandis, un nouveau terminal est édifié, et l'aéroport voit ses accès améliorés.
En 1989, en vue de l'Exposition universelle de 1992, la plateforme est agrandie, un nouvel accès à la N-IV est établi et une nouvelle tour de contrôle est érigée. Après l'exposition, le succès non démenti de la ligne AVE Madrid-Cordoue-Séville affaiblit l'aéroport, qui souffre d'une stagnation du nombre de ses passagers et d'une croissance moins soutenue que celles des autres aéroports andalous. Cette situation s'est inversée depuis quelques années[réf. nécessaire].

## Situation
| \| 100 km1:11 216 000 \| Alicante Almería Andorre Badajoz Barcelone Bilbao Burgos León Castellón · de la Plana Ceuta Gérone Grenade Ibiza Jerez La Corogne Lleida Logroño Madrid Málaga Melilla Minorque Murcie Oviédo Palma de · Majorque Pampelune Reus Sabadell Saint-Jacques Saint-Sébastien Salamanque Santander Saragosse Séville Valence Valladolid Vigo Vitoria |
| 100 km1:11 216 000 |

Voir les Îles Canaries

## L'aéroport
L'aéroport doit sa physionomie actuelle aux grands travaux d'aménagement menés dans l'optique de l'exposition universelle de 1992. Les architectes ont conçu un terminal profondément ancré dans la culture sévillane, en se servant de trois composantes de l'architecture régionale : la mosquée[réf. nécessaire], le palais[réf. nécessaire] et les orangers[réf. nécessaire]. Un jardin d'orangers et de palmiers accueille les voyageurs, qui pénètrent ensuite dans le terminal à deux étages. Le niveau supérieur, consacré aux arrivées, est surmonté de voûtes donnant une impression de grand espace.
L'aéroport est doté d'une unique piste de 3 360 mètres de long.
L'une des trois usines d'Airbus à Séville est située sur le terrain de l'aéroport. Initialement, les installations d'Airbus étaient situées au nord de la piste ; en raison du choix de la compagnie d'installer une ligne d'assemblage final à Séville pour son nouvel avion militaire A400M, l'activité a déménagé au sud de la piste vers de nouvelles installations modernes couvrant une superficie de 1 100 000 m2, dont 190 000 m2 de hangars et de bureaux.
Également sur le terrain de l'aéroport, un centre de maintenance de Ryanair commence à fonctionner en octobre 2018. Il est responsable des entretiens périodiques majeurs (overhauls) d'environ 20 % de la flotte de la société.

## Trafic
Si les lendemains de l'Exposition universelle ont été marqués par une crise due au succès de l'AVE, l'aéroport a connu une période de croissance spectaculaire au début des années 2000, avec 4 507 264 passagers transportés en 2007, contre seulement 2 269 565 en 2003. Après 2007, dans un contexte de crise économique, une baisse du trafic puis une croissance beaucoup plus faible qu'auparavant sont observées. Après la fin de la crise, le nombre de passagers augmente à nouveau et a dépassé les 7,5 millions en 2019, un chiffre record et proche de la limite d'exploitation de l'aérogare.
Au milieu de l'année 2019, les travaux d'agrandissement de l'aérogare ont débuté afin de porter sa capacité à plus de 10 millions de passagers par an. La fin des travaux est prévue pour 2021.
Pour des raisons techniques, il est temporairement impossible d'afficher le graphique qui aurait dû être présenté ici.

Voir la requête brute et les sources sur Wikidata.
| 2003               | 2004               | 2005               | 2006               | 2007               | 2008              | 2009              | 2010              | 2011               | 2012               | 2013               | 2014              | 2015               | 2016              | 2017               | 2018               | 2019               |
| ------------------ | ------------------ | ------------------ | ------------------ | ------------------ | ----------------- | ----------------- | ----------------- | ------------------ | ------------------ | ------------------ | ----------------- | ------------------ | ----------------- | ------------------ | ------------------ | ------------------ |
| 2 269 565 · 11,1 % | 2 678 595 · 18,0 % | 3 521 112 · 31,5 % | 3 871 785 · 10,0 % | 4 507 264 · 16,4 % | 4 392 148 · 2,6 % | 4 051 392 · 7,8 % | 4 224 718 · 4,3 % | 4 959 359 · 17,4 % | 4 292 020 · 13,5 % | 3 687 727 · 14,7 % | 3 885 415 · 5,4 % | 4 308 845 · 10,9 % | 4 625 314 · 7,3 % | 5 108 807 · 10,5 % | 6 380 483 · 24,9 % | 7 544 473 · 18,2 % |

## Compagnies et destinations
| Compagnies        | Destinations |
| ----------------- | --- |
| Aegean Airlines   | En saison : Athènes E.-Venizélos |
| Aer Lingus        | En saison : Dublin |
| Air Europa        | En saison : Palma de Majorque, Ténériffe-Nord |
| Air France        | Paris-Charles de Gaulle |
| Austrian Airlines | En saison: Vienne-Schwechat |
| British Airways   | Londres-Gatwick |
| easyJet           | Bâle-Mulhouse, Genève-Cointrin, Londres-Gatwick |
| Edelweiss Air     | Zurich |
| Iberia Express    | Madrid-Barajas |
| Iberia Regional   | Almeria, Madrid-Barajas, Melilla, Valence En saison : Castellón-Costa Azahar, Lanzarote-Arrecife |
| Lufthansa         | Francfort, Munich-F. J. Strauß |
| Royal Air Maroc   | En saison : Casablanca-Mohammed-V |
| Ryanair           | - Alicante-Elche, - Barcelone-El Prat, - Bari-Karol Wojtyła, - Bergame-Orio al Serio, - Billund, - Bologne-Borgo Panigale, - Cagliari, - Catane-Fontanarossa, - Charleroi Bruxelles-Sud, - Cologne/Bonn-K. Adenauer, - Cracovie-Jean-Paul II, - Dublin, - Édimbourg, - Eindhoven, - Fès-Saïss, - Fuerteventura, - Francfort-Hahn, - Ibiza, - Karlsruhe/Baden-Baden, - Lanzarote-Arrecife, - Las Palmas/Gran Canaria, - Lisbonne-H. Delgado, - Londres-Luton, - Londres-Stansted, - Malte, - Manchester, - Marrakech-Ménara, - Marseille-Provence, - Milan-Malpensa, - Nantes-Atlantique, - Naples-Capodichino, - Palerme Falcone-Borsellino, - Palma de Majorque, - Paris-Beauvais, - Pise-Galileo Galilei, - Porto-F. Sá-Carneiro, - Rabat-Salé, - Rome Léonard-de-Vinci/Fiumicino, - Saint-Jacques-de-Compostelle, - Tanger, - Ténériffe-Nord, - Ténériffe-Sud Reine Sofia, - Tétouan-Sania R'mel, - Toulouse-Blagnac, - Trévise-Sant'Angelo, - Turin S.-Pertini (Caselle), - Valence, - Vienne-Schwechat, - Vitoria-Gasteiz En saison : - Budapest-Ferenc Liszt, - Cork, - Luxembourg-Findel, - Minorque-Mahón, - Nuremberg-A. Dürer, - Prague-Václav-Havel, - Santander-S. Ballesteros, - Trapani-V. Florio (Birgi), - Weeze |
| TAP Air Portugal  | Lisbonne-H. Delgado |
| Transavia         | Amsterdam, Eindhoven En saison : Bruxelles-National |
| Transavia France  | Montpellier-Méditerranée, Nantes-Atlantique, Paris-Orly En saison : Lyon-Saint-Exupéry |
| Volotea           | Bilbao, Oviédo-Asturies, Saint-Sébastien, Santander-S. Ballesteros |
| Vueling           | - Barcelone-El Prat, - Bilbao, - Fuerteventura, - Ibiza, - Lanzarote-Arrecife, - Las Palmas/Gran Canaria, - Oviédo-Asturies, - Palma de Majorque, - Paris-Charles de Gaulle, - Rome Léonard-de-Vinci/Fiumicino, - Saint-Jacques-de-Compostelle, - Ténériffe-Nord, - Valence En saison : Bruxelles-National, Londres-Gatwick, Minorque-Mahón |
| Wizz Air          | Bucarest-H. Coandă, Rome Léonard-de-Vinci/Fiumicino, Varsovie-Chopin |

Édité le 07/06/2021. Actualisé le 02/05/2023.

## Accès
L'aéroport de Séville est relié au centre-ville (Plaza de Armas, gare Santa Justa) par la ligne d'autobus EA, opérée par Tussam. Le temps de trajet est d'environ 20 à 35 minutes, en fonction des conditions de circulation, et le prix du billet est de quatre euros pour un aller simple.
L'accès routier se fait par l'autoroute A-4, l'« Autovía del Sur », Madrid - Cadix (sortie n° 157).